# Kanton Verdun-1
Der  Kanton Verdun-1 ist seit 2015 ein französischer Wahlkreis im Arrondissement Verdun, im Département Meuse und in der Region Grand Est (bis Ende 2015 Lothringen).

## Geschichte
Der Kanton entstand bei der Neueinteilung der französischen Kantone im Jahr 2015. Seine Gemeinden kommen aus dem bisherigen Kanton Verdun-Ouest.

## Lage
Der Kanton liegt im nördlichen Teil des Départements Meuse.

## Gemeinden
Der Kanton besteht aus zwei Gemeinden und Teilgemeinden mit insgesamt 9862 Einwohnern (Stand: 1. Januar 2022) auf einer Gesamtfläche von 37,04 km²:
| Gemeinde        | Einwohner 1. Januar 2022 | Fläche km² | Dichte Einw./km² | Code INSEE | Postleitzahl |
| --------------- | ------------------------ | ---------- | ---------------- | ---------- | ------------ |
| Sivry-la-Perche | 279                      | 12,17      | 23               | 55489      | 55100        |
| Verdun          | 9.583                    | 24,87      | 385              | 55545      | 55100        |
| Kanton Verdun-1 | 9.862                    | 37,04      | 266              | 5516       | –            |

1. ↑   Nur der nordwestliche Teil der Gemeinde, der Rest gehört zum Kanton Verdun-2.

## Politik
Im 1. Wahlgang am 22. März 2015 erreichte keines der vier Wahlpaare die absolute Mehrheit. Bei der Stichwahl am 29. März 2015 gewann das Gespann Marie Jeanne Dumont/Samuel Hazard (beide PS) gegen Didier Fléaux/Julie Fleurant (beide UMP) mit einem Stimmenanteil von 58,78 % (Wahlbeteiligung:42,42 %).
| Vertreter im conseil général des Départements | Vertreter im conseil général des Départements | Vertreter im conseil général des Départements |
| Amtszeit                                      | Name                                          | Partei                                        |
| --------------------------------------------- | --------------------------------------------- | --------------------------------------------- |
| 2015–2021                                     | Marie Jeanne Dumont Samuel Hazard             | DVG PS                                        |
| 2021–                                         | Dominique Gretz Samuel Hazard                 | PS                                            |